# 요충
요충(蟯蟲)은 기생성 선형동물이다. 회충과 같이 다른 동물의 몸 속에 기생한다. 어린아이에게 많으며 소화불량·신경증·불면증을 일으킨다.

## 벌레의 형성
잘 알려진 요충으로는 인간의 요충이라고 불리는 선충(threadworms)이며 항문 주위에 쉽게 나타난다. 따라서 항문이 가려울 경우 요충 감염증을 의심할 필요가 있다. 몸길이는 수컷이 3-5mm, 폭 0.2mm이고 암컷은 10mm, 폭 0.4mm 내외로 몸이 흰색이고 몸의 끝 부분이 뾰족하다. 입은 세 개의 입술로 둘러싸이며 구강은 없다.
인간의 요충은 어린이들에게서 쉽게 찾을 수 있다. 어린이에게는 0.5 cm 안팎의 실같은 기생충을 볼 수 있다. 구충제를 먹으면 잘 듣지만 복용의 경우 만 2세 이하에서는 부작용 등의 이유로 특히 주의를 요한다.

## 영향
사람의 경우 맹장 및 그 부근의 장에 기생하는데 처음에는 소장 밑이나 맹장에 기생하다가 성숙함에 따라 대장·직장으로 옮기며, 밤에 항문으로 나와 항문 주위에 0.058mm의 알을 6,000-10,000개가량 낳는다. 이때 피부가 붓고 심한 가려움에 시달린다. 알은 이불이나 옷 위로 떨어지며, 피부를 긁을 때 손톱 밑으로 들어가기도 한다. 알이 입으로 들어가면 창자에 이르러 성체로 자란다.
인간의 몸에 자주 기생하지만 가려움 때문에 수면 방해가 일어나는 것만 제외하면 요충은 보통 인체에 어떠한 해도 미치지 않는다. 그러나 일부 보고에 따르면 심각한 경우 충양돌기의 위험을 유발할 수 있다.